# Ein neuer Tag
Ein neuer Tag ist das zweite Album der Gießener Band Juli.

## Entstehung
Nachdem die Band fast eineinhalb Jahre überwiegend auf Tour verbracht hatte, zog sie sich Ende 2005 wieder nach Bochum zurück, wo sie bereits einen Großteil ihres ersten Albums aufgenommen hatte. Hier entstand bis Sommer 2006 in insgesamt drei Aufnahmephasen das neue Album Ein neuer Tag, das schließlich am 19. September 2006 erschien.

## Tournee
Einige Songs des Albums wurden von der Band bereits auf ihren wenigen Auftritten im Frühling und Sommer 2006, während der Arbeiten an dem Album, ins Programm genommen. Bei einem live übertragenen Konzert auf VIVA am 12. Oktober 2006 stellten sie erstmals alle Songs ihrem Publikum vor. Nach einigen Geheimkonzerten für Radiosender begann die Ein neuer Tag-Tour am 20. Januar 2007 und führte die Band bis Anfang März durch Deutschland, Österreich und die Schweiz. Weitere Konzerte spielte die Band im Mai 2007 hauptsächlich in Österreich sowie erstmals seit fast drei Jahren in ihrer Heimatstadt Gießen. Ab Juni 2007 kamen, wie schon in den Vorjahren, zahlreiche Festivalauftritte dazu, unter anderem bei Live Earth in Hamburg und bei der Arena of Pop in Mannheim.
Ende September 2007 erschienen ein Live-Album und eine Doppel-DVD unter dem Titel Ein neuer Tag – live. Die Aufnahmen dazu waren am 28. Februar beim Konzert in Münster sowie am 5. März in München entstanden.
Im November 2007 fand noch eine zweite Deutschlandtournee statt, die die Band vor allem in Städte abseits der üblichen Konzerthallen führte. Diese Tournee begann jedoch weniger erfolgreich als die erste; einige Konzerte (Kassel, Kempten) wurden in kleinere Hallen verlegt.

## Titelliste
1. Dieses Leben (Triebel, Herde, Briegel, Pfetzing) – 4:34
2. Du nimmst mir die Sicht (Triebel) – 3:19
3. Bist du das (Pfetzing) – 4:24
4. Zerrissen (Triebel) – 3:24
5. Ein neuer Tag (Briegel, Pfetzing) – 2:50
6. Wer von euch (Pfetzing) – 4:44
7. Wir beide (Pfetzing, Briegel) – 3:01
8. Egal wohin (Briegel, Pfetzing) – 3:50
9. Das gute Gefühl (Triebel) – 3:11
10. Am besten sein (Briegel, Triebel, Herde) – 3:13
11. Wenn du mich lässt (Briegel, Pfetzing) – 3:33
12. Ein Gruß (Briegel, Pfetzing) – 4:58; bei 12:02 setzt ein Hidden Track – 2:53 ein

Die Gesamtdauer beträgt 55:04 Minuten, davon sind ca. 7:04 Minuten Stille zwischen dem Ende von Ein Gruß und dem Anfang des Hidden-Tracks (Instrumental-Track).

## Singleauskopplungen

### Dieses Leben
Dieses Leben wurde als erste Singleauskopplung aus dem Album Ein neuer Tag am 22. September 2006 auf den Markt gebracht. In Deutschland erreichte die Single Platz 5, in Österreich Platz 7 und in der Schweiz Platz 22. Außerdem erreichte der Song in den deutschen Jahrescharts Platz 66.

### Wir beide
Wir beide wurde als zweite Singleauskopplung aus dem Album Ein neuer Tag am 15. Dezember 2006 auf den Markt gebracht. In Deutschland erreichte die Single Platz 23, in Österreich Platz 52 und in Luxemburg Platz 43.

### Zerrissen
Zerrissen wurde als dritte Singleauskopplung aus dem Album Ein neuer Tag am 27. April 2007 auf den Markt gebracht. In Deutschland erreichte die Single Platz 15, in Österreich Platz 22 und in der Luxemburg Platz 12.

### Ein neuer Tag
Ein neuer Tag wurde als vierte Singleauskopplung aus dem Album Ein neuer Tag am 21. September 2007 auf den Markt gebracht. In Luxemburg erschien die Single schon am 27. Juli und erreichte dort Platz 23. In den deutschen Media Control Charts erreichte Ein neuer Tag Platz 85. Auf der Maxi-CD erschien ebenfalls das Lied Stolen, das mit der US-amerikanischen Band Dashboard Confessional aufgenommen worden war und als Single in Deutschland und Luxemburg Platz 15 erreicht hatte. In Österreich und der Schweiz wurde die Single nicht veröffentlicht.

## Kommerzieller Erfolg

### Chartplatzierungen
| ChartsChartplatzierungen | Höchstplatzierung | Wochen |
| ------------------------ | ----------------- | ------ |
| Deutschland (GfK)        | 1 (52 Wo.)        | 52     |
| Österreich (Ö3)          | 4 (13 Wo.)        | 13     |
| Schweiz (IFPI)           | 3 (19 Wo.)        | 19     |

| ChartsJahrescharts (2006) | Platzierung |
| ------------------------- | ----------- |
| Deutschland (GfK)         | 57          |

| ChartsJahrescharts (2007) | Platzierung |
| ------------------------- | ----------- |
| Deutschland (GfK)         | 48          |

### Auszeichnungen für Musikverkäufe
| Land/Region        | Auszeichnungen für Musikverkäufe (Land/Region, Auszeichnung, Verkäufe) | Verkäufe |
| ------------------ | ---------------------------------------------------------------------- | -------- |
| Deutschland (BVMI) | Platin                                                                 | 200.000  |
| Insgesamt          | 1× Platin ·                                                            | 200.000  |